# Рекшино (Нижегородская область)
Рекшино́ — деревня в городском округе Бор Нижегородской области России. Входит в состав Кантауровского сельсовета.

## География
Близость к Нижнему Новгороду, наличие одноимённой остановочной платформы Горьковской железной дороги, а также протекающая рядом река Линда определяют застроенность окрестностей деревни многочисленными садовыми участками.

## История
Первые упоминания о Рекшино встречаются в архивных документах начиная с конца XVI века. Интересный документ, свидетельствующий об основании поселка Рекшино, и хозяйственной деятельности его жителей, удалось обнаружить нижегородскому учёному-краеведу, профессору ННГУ Филатову Николаю Филипповичу в Государственном архивe Горьковской области: «109 году (1601) декабря в 20 день написано, починок Рекшинское стоит, на озере на Рекшинском, а в нём жильцов д. Фетка Федоров, д. Иванка Фомин, д. Михалко Емельянов… живут четыре года на бортном лесу на чернорамени, а земли пашут пол по полчетверти…» Таким образом, можно точно датировать основание поселка Рекшино 1597 годом.